# 高橋孫兵衛
高橋 孫兵衛（たかはし まごべえ、? - 宝暦4年11月21日（1755年1月3日））は、江戸時代中期の一揆指導者。

## 経歴・人物
伊予新居郡宇高村（現：愛媛県新居浜市宇高）の農民。
宝暦3年（1753年）西条藩の年貢増徴に反対し、12月10日、領内の農民らは孫兵衛ら3人を頭取として蜂起し、強訴を行った。翌宝暦4年（1754年）11月21日、首謀者3人は西条椰木の刑場で死罪となったが、年貢の増徴は取りやめとなった。